# 安东·博罗达切夫
安东·维克托罗维奇·博罗达切夫（俄語：Антон Викторович Бородачёв，2000年3月23日—），俄罗斯男子击剑运动员，2018年世界青年击剑锦标赛男子花剑团体金牌得主、2019年世界青年击剑锦标赛男子花剑团体金牌得主、2020年夏季奥林匹克运动会男子花剑团体银牌得主。